# Smodicinodes
Smodicinodes es un género de arañas cangrejo de la familia Thomisidae.

## Especies
- Smodicinodes hupingensis Tang, Yin & Peng, 2004
- Smodicinodes kovaci Ono, 1993
- Smodicinodes schwendingeri Benjamin, 2002
- Smodicinodes yaoi Tang & Li, 2010